# Achille Valenciennes
Pour les articles homonymes, voir Valenciennes (homonymie).
Achille Valenciennes, né le 9 août 1794 à Paris et mort dans cette même ville le 13 avril 1865, est un zoologiste français spécialiste des poissons et des mollusques.

## Biographie
À sa naissance en 1794, son père travaille au Muséum d'histoire naturelle comme aide-naturaliste. À la mort de son père quand il avait dix-huit ans, il est obligé d'abandonner ses études alors qu'il se destinait à l'École polytechnique pour trouver au Jardin des plantes un emploi d' empailleur d'oiseaux de façon à entretenir sa mère et ses quatre sœurs.
Devenu préparateur de Étienne Geoffroy Saint -Hilaire, celui-ci le fait placer près de Jean-Baptiste de Lamarck qui commence la rédaction de son Histoire des animaux sans vertèbres et qui l'utilise pour classer les zoophytes et les mollusques du Muséum. Il exerce ensuite ses qualités d'aide-naturaliste auprès de Bernard-Germain de Lacépède pour s'occuper des reptiles et des poissons.
En 1815, c'est sous la direction de Georges Cuvier qu'il travaille au Muséum pour entreprendre son Histoire naturelle des poissons. Les études de Valenciennes sur les vers parasitant les êtres humains sont une étape importante de l'histoire de la parasitologie. Il étudie aussi divers systèmes de classification et établit des liens entre les fossiles et les espèces actuelles.
Après la mort de Cuvier en 1832, il poursuit seul son œuvre et est nommé titulaire de la chaire des annélides, mollusques et zoophytes au Muséum national d'histoire naturelle.
Dans ses pérégrinations en Europe pour recueillir des dessins et des notes dans les universités et les collections, il rencontre Alexandre de Humboldt dont il traduit en français ses Observations de zoologie recueillies dans son exploration de l'Amérique équinoxiale.
Il devient membre de l'Académie des sciences en 1844 pour succéder à Étienne Geoffroy Saint -Hilaire. Après cette date, il obtient la chaire de zoologie à l'école supérieure de pharmacie de Paris. En 1855, il devient membre titulaire de la Société impériale et centrale d'agriculture de France.
Il poursuit ses activités au Muséum national d'histoire naturelle, où il devient une autorité en matière d'ichtyologie mais il reste peu connu comparé aux nombreux naturalistes qu'il a côtoyés à cause de ses manières brusques et bourrues et de l'absence d'aisance dans la prise de parole.

## Liste partielle des publications
- 1833: Histoire naturelle des mollusques, des annélides et des zoophytes
- 1828-1848: Histoire naturelle des poissons, co-auteur avec Georges Cuvier[5]

- 1841 : Aspidophoroide. Dictionnaire universel d’histoire naturelle. C. d’Orbigny (dir.), vol. 2 : 237–238.
- 1847: Histoire naturelle du hareng[6]
- 1858 : Description d’une nouvelle espèce d’Aspidophore pêché dans l’une des anses du port de l’empereur Nicolas… C. R. Acad. Sci. Paris, v. 47 : 1040–1043.